# Khadoor Sahib
Khadoor Sahib és un poble en el Districte d'Amritsar, Panjab (Índia). El poble de Khadoor Sahib és al costat del riu Beas, aproximadament a 38 km d'Amritsar, km de Tarn Taran i nou km des de Goindwal. Khadur Sahib ha estat santificat per visites de vuit dels sikh gurus.